# Хэмби, Дирика
Дирика Мари Хэмби (англ. Dearica Marie Hamby; родилась 6 ноября 1993 года в Мариетте, штат Джорджия, США) — американская профессиональная баскетболистка, выступает в женской национальной баскетбольной ассоциации за клуб «Лос-Анджелес Спаркс». Была выбрана на драфте ВНБА 2015 года в первом раунде под общим шестым номером командой «Сан-Антонио Старз». Играет на позиции лёгкого форварда.

## Ранние годы
Дирика родилась 6 ноября 1993 года в городке Мариетта (штат Джорджия) в семье Деррика Джонса и Карлы Хэмби, у неё есть две сестры, Челси и Десарей. Училась же она сначала там же, а затем немного восточнее в городе Норкросс в одноимённых средних школах, в которых защищала цвета местных баскетбольных команд.